# Détroit de Scoresby
Scoresby Sund, Kangertittivaq
Le détroit de Scoresby, aussi appelé d'après les toponymes danois Scoresby Sund et groenlandais Kangertittivaq, est un fjord situé sur la côte est du Groenland. Le fjord fait partie de la municipalité de Sermersooq et il est relié à la mer du Groenland. Au niveau mondial, avec une superficie totale qui recouvre 13 700 km2, le détroit de Scoresby se présente comme étant le plus vaste système de fjord. Son nom fait référence à l'explorateur polaire et scientifique anglais William Scoresby.

## Géographie

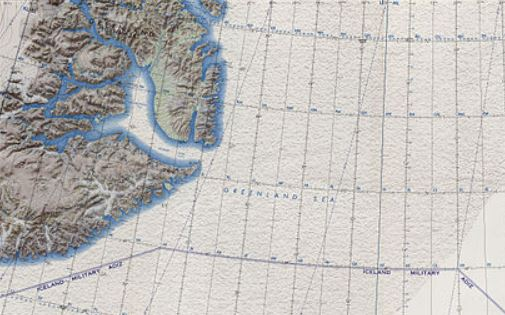
Le détroit de Scoresby relié à la mer du Groenland sur une carte marine.

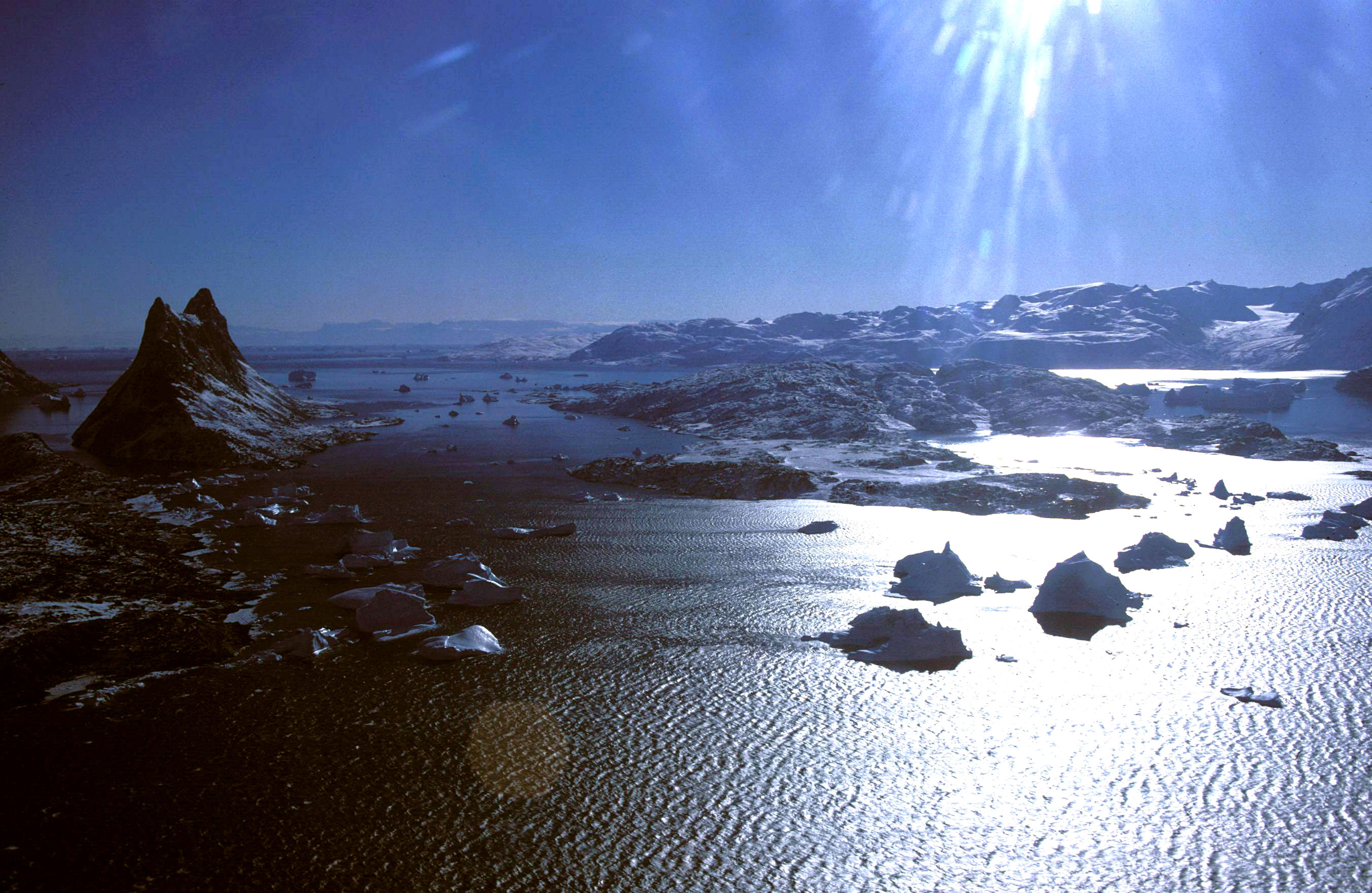
Panorama du fjord et de ses îles.

Le fjord est relié à l'extrémité sud-ouest de la mer du Groenland,,,, son entrée trouvant son emplacement juste au nord du détroit de Danemark. Le détroit de Scoresby est découpé dans la côte orientale du Groenland. Son territoire est compris, en termes de latitude, entre les 70e et le 72e parallèles nord et, en termes de longitude, entre les 20e et 28e méridiens ouest,. Le fjord, qui se développe d'est en ouest sur longueur d'environ 300 km, recouvre une superficie de 13 700 km2,. Le détroit de Scoresby, avec l'ensemble de ses embranchements et ramifications, forme un complexe d'une surface totale d'environ 38 000 km2,. Au niveau mondial, le détroit de Scoresby, de par son étendue, est le plus vaste système de fjords,,.
Son embouchure est délimitée au sud par le cap Brewster (en) et par le cap Swainson (ceb) au nord. Le cap Tobin, qui fait face au cap Brewster, est compris dans l'aire du détroit de Scoresby et est localisé à l'extrémité nord-est de son embouchure,. Du cap Brewster au cap Tobin, le fjord se déploie sur une largeur de 26 km.
En outre, une portion du territoire recouvert par le complexe du détroit de Scoresby appartient au parc national du Groenland,. Les rives nord du fjord sont délimitées par l'écorégion terrestre de la toundra arctique haute du Kalaallit Nunaat, les parties centrale et méridionales du détroit de Scoresby étant comprises au sein de l'écorégion de la toundra arctique basse du Kalaallit Nunaat,.

Vues panoramiques du détroit de Scoresby
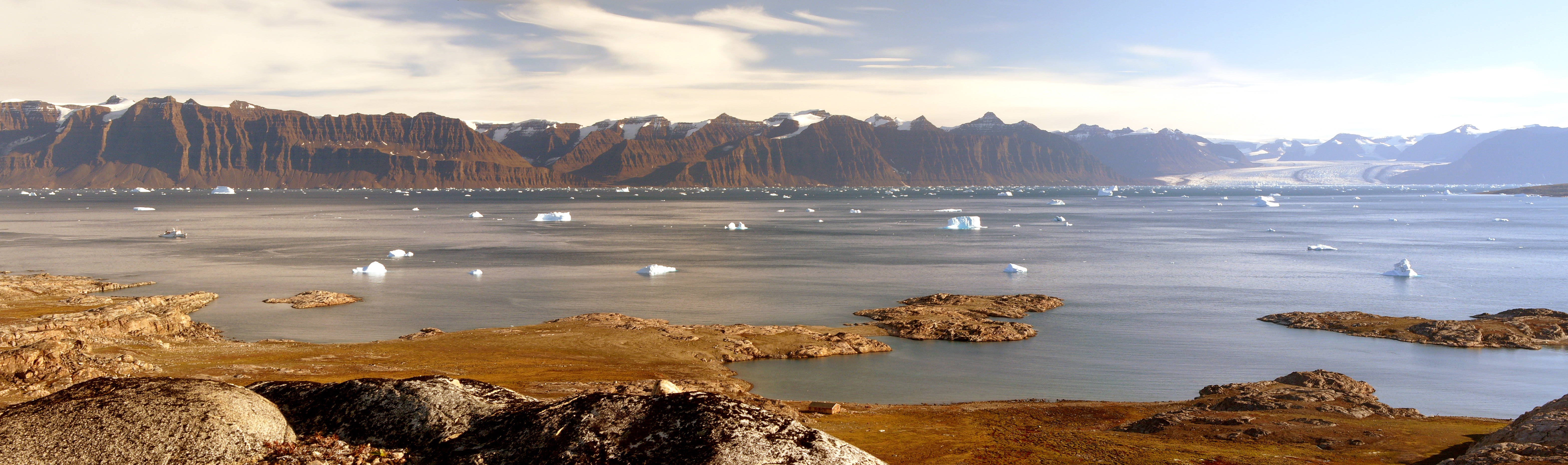
Vue panoramique du détroit de Scoresby en août 2007.
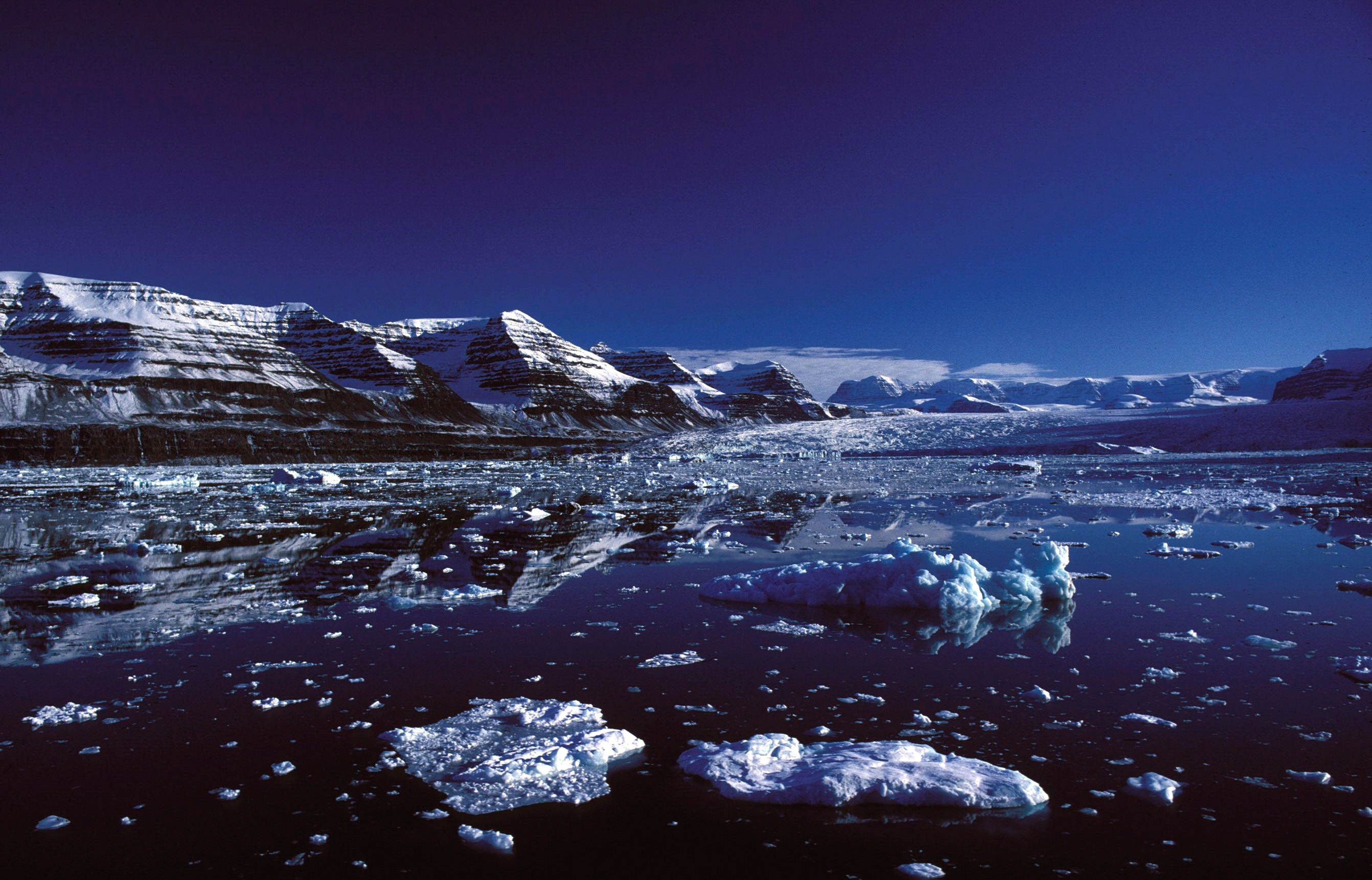
Panorama du détroit de Scoresby.

## Climat
Le climat du détroit de Scoresby est de type arctique et, selon la classification de Köppen, de type « ET » (climat de toundra),. Il est caractérisé par un hiver long, aux températures particulièrement froides associées avec de fréquentes tempêtes. Sur la période comprise entre 1971 et 1981, les températures moyennes observées aux mois de janvier, février et mars, ont oscillé entre −15 °C et −18 °C. En raison de ses hautes latitudes, le détroit de Scoresby présente une nuit polaire s'étalant approximativement du 28 novembre jusqu'au 17 janvier. La saison estivale, de courte durée, présente des températures mensuelles moyennes régulièrement inférieures à 5 °C. Pour la période allant de 1971 à 1981, les températures moyennes relevées au cours des mois de juin, juillet et août ont varié entre un minimum de 0,5 °C et un maximum de 3 °C.
Le climat du fjord est influencé par le courant du Groenland oriental, dans sa partie est. Au nord du détroit du Danemark, ce courant marin, dont le débit est supérieur à 35 × 106 m/s durant la saison hivernale, atteint une vitesse de 14 cm/s à l'est du fjord et ses eaux (dites « eaux polaires ») présentent une température oscillant autour de 0 °C.
| Mois                                                            | jan.       | fév.       | mars       | avril      | mai        | juin      | jui.      | août      | sep.       | oct.     | nov.       | déc.       | année      |
| --------------------------------------------------------------- | ---------- | ---------- | ---------- | ---------- | ---------- | --------- | --------- | --------- | ---------- | -------- | ---------- | ---------- | ---------- |
| Température minimale moyenne (°C)                               | −21,8      | −23,4      | −22,6      | −17,2      | −7,7       | −2        | −4        | 0,1       | −3,1       | −9,2     | −16        | −19,3      | −11,9      |
| Température minimale moyenne la plus basse (°C) année du record | −42,9 1966 | −40,7 1972 | −46,1 1969 | −34,6 1962 | −29,2 1963 | −8,4 1978 | −4,1 1975 | −5 1963   | −10,2 1968 | −26 1971 | −31,6 1971 | −39,5 1965 | −46,1 1969 |
| Température moyenne (°C)                                        | −16,1      | −17,1      | −16,5      | −11,2      | −3,5       | 1,1       | 3,3       | 3,5       | −0,4       | −6,4     | −12,2      | −14,7      | −7,5       |
| Température maximale moyenne (°C)                               | −12,6      | −13,3      | −12,5      | −7,3       | −0,5       | 3,1       | 5,8       | 6         | 1,7        | −4,1     | −9,4       | −11,1      | −4,5       |
| Température maximale moyenne la plus haute (°C) année du record | 7,2 1997   | 8 1965     | 10,6 1979  | 9,2 1999   | 9,7 1969   | 17,7 1996 | 17,5 1995 | 18,1 1971 | 13 1996    | 8,5 1978 | 9,7 1980   | 9,2 1971   | 18,1 1971  |
| Ensoleillement (h)                                              | 1          | 31         | 108        | 205        | 251        | 291       | 278       | 229       | 142        | 71       | 8          | 0          | 1 583      |
| Précipitations (mm)                                             | 28         | 29         | 23         | 21         | 12         | 28        | 38        | 33        | 53         | 56       | 44         | 64         | 428        |

## Toponymie

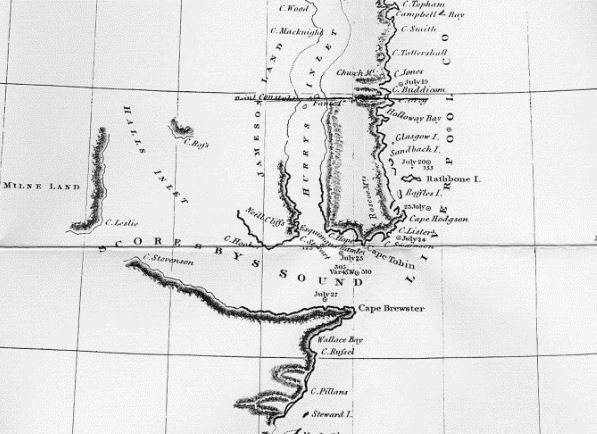
Carte établie par William Scoresby au début du XIXe siècle.

Les termes danois Scoresby Sund signifient littéralement « détroit de Scoresby »,.
Le nom du détroit de Scoresby est issu du patronyme de son probable découvreur William Scoresby junior après une exploration polaire qu'il entreprend au sein du fjord en 1822-1823,,,.
En langue groenlandaise, le toponyme du fjord est connu sous le terme de Kangertittivaq, et peut être décliné sous les formes de Kangerlussuaq et de Kangertussuaq,. Le terme Kangerlussuaq se traduit, en danois, par « Stor eller lang fjord » (soit : « grand ou long fjord »).